# Distrito de Chiriquí Grande
El distrito de Chiriquí Grande es una de las divisiones que conforma la provincia de Bocas del Toro, situado en la República de Panamá.

## Historia
El distrito de Chiriquí Grande fue creado a través del Decreto Ley No. 18 de diciembre de 1903 cuando Panamá recién se separó de Colombia. Dicho decreto Ley fue proclamado por la Junta Provisional de Gobierno de la época.

## División político-administrativa
Cuenta con 6 corregimientos que son: Chiriquí Grande (capital), Bajo Cedro, Miramar, Punta Peña, Punta Róbalo y Rambala, posee 70 lugares poblados. 
Está conformado por seis corregimientos y sus representantes son:
- Corregimiento de Chiriquí Grande, H.R. Zunilka Lee Smith
- Corregimiento de Bajo Cedro, H.R. Elieser Montezuma Ábrego
- Corregimiento de Miramar, H.R. Arcángel De Gracia Jiménez
- Corregimiento de Punta Peña, H.R. Omar Del Cid
- Corregimiento de Punta Robalo, H.R. Abelino Muñoz
- Corregimiento de Rambala, H.R. José Gutiérrez

## Demografía
En 2010 Chiriquí Grande contaba con una población de 11 016 habitantes según datos del Instituto Nacional de Estadística y una extensión de 208,2 km² lo que equivale a una densidad de población de 52,46 habitantes por km².

### Razas y etnias
- 60,44 % Chibchas (Americanos)[4]
- 35,32 % Mestizos
- 4,24 % Afropanameños[4]

## Geografía
Sus límites son: al norte el mar Caribe, al sur y al este la comarca Ngäbe-Buglé y al oeste el distrito de Changuinola, corregimiento de Almirante.
Su relieve posee grandes elevaciones como el cerro Róbalo, alto La Gloria, cerro Bella Vista cerca del río Mancreeck, entre otros. Sus tierras bajas son utilizadas para áreas de cultivos y la ganadería. Sus ríos son cortos y caudalosos como: el río Róbalo, Guarumo, Pez Bobo, Mancreeck, Dayra, entre otros.
Su clima es relativamente tropical húmedo, llueve casi en todo el año y se da con gran intensidad en las tierras altas.

## Economía
Entre sus actividades económicas están la pesca, el cultivo industrial de plátano, banano, piña, arroz, pixbae, etc. Básicamente las mismas que en toda la provincia de Bocas del Toro. 
El trasiego de petróleo es practicado por la empresa Petroterminal de Panamá (PTP), hacia la costa Pacífica de la provincia de Chiriquí y viceversa a la costa caribeña.
Entre los atractivos turísticos más notables están: Chiriquí grande, La Gloria, Punta Robalo, Fish Creek, Miramar, río Platanerito, Chorro Meléndez.
RESTAURANTES. ofrecen comidas típicas como el rondón, escabeche, entre otros.

## Cultura
Su población es variada compuesta por mestizos, aborígenes, descendientes de españoles, alemanes, iraníes e ingleses. Existe además una importante colonia china. Todos estos grupos han contribuido con el desarrollo de la región.
La gastronomía típica se destaca por sus preparados a base productos de la agricultura y la pesca, destacándose el plátano y variedades de mariscos.